# Letoh

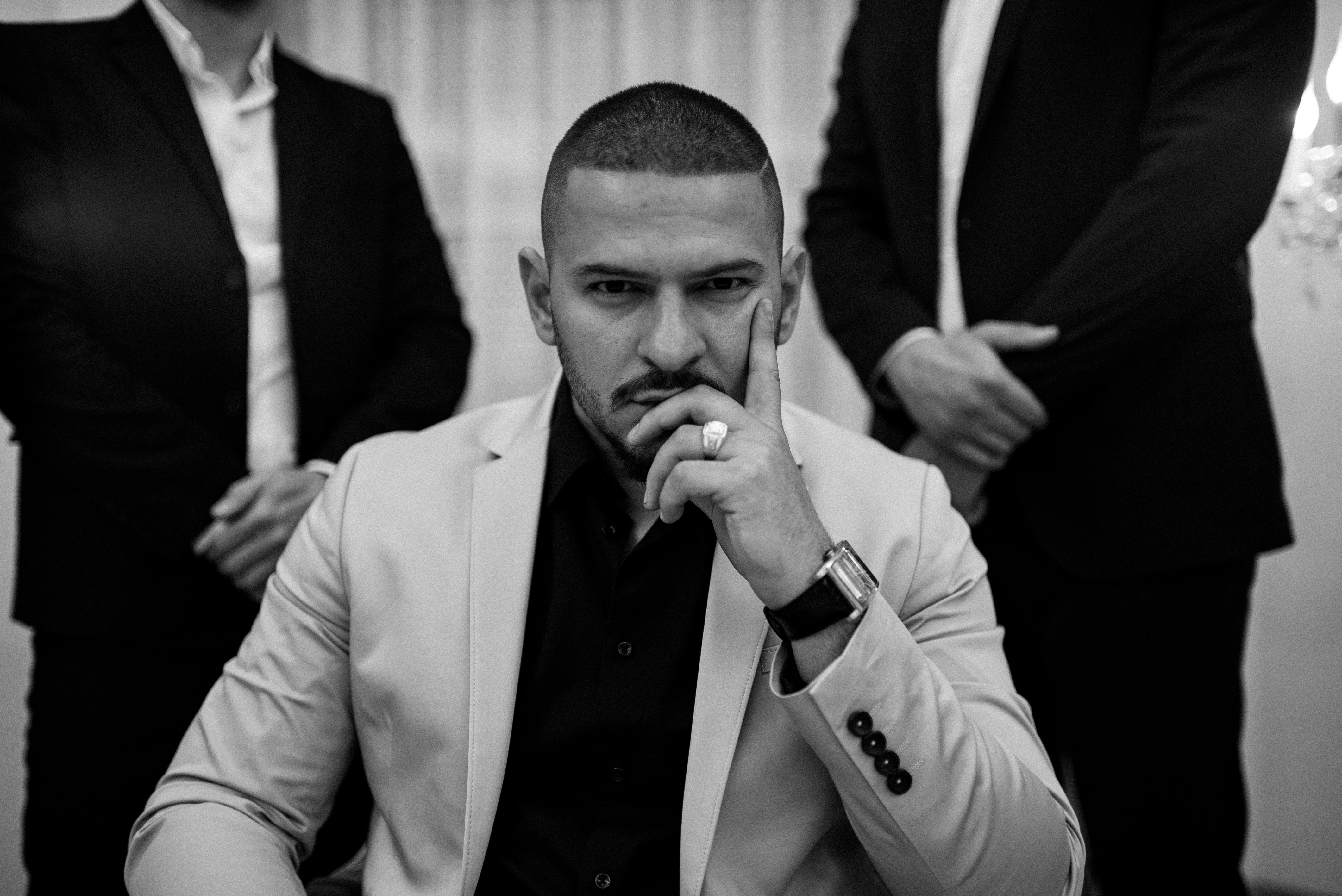
Letoh (2020)

Letoh (* 1993 in Pristina, Kosovo) ist ein deutscher Rapper, der bei der Warner Music Group unter Vertrag steht.

## Werdegang

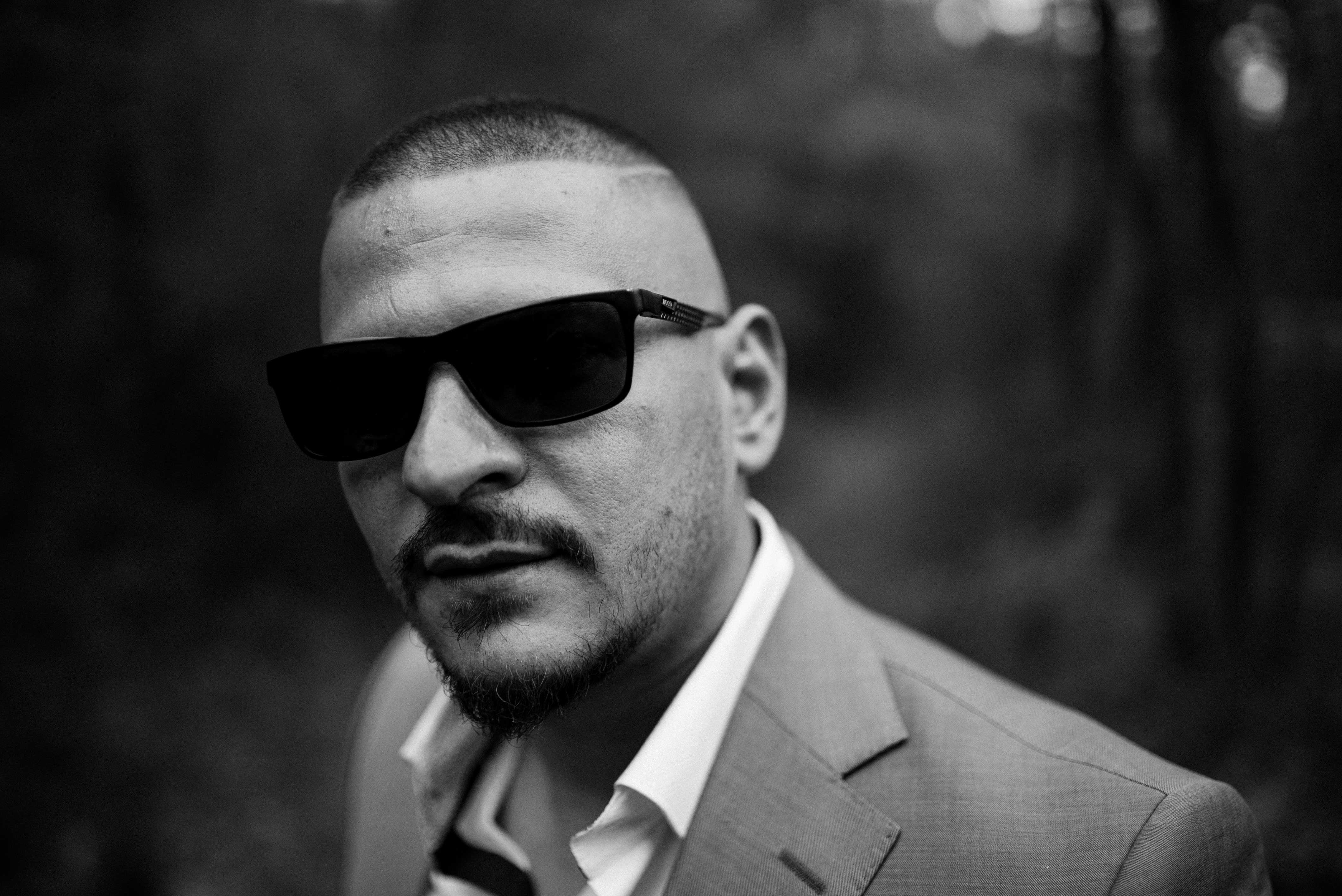
Letoh (2020)

Letoh wurde 1993 in Pristina, der heutigen Hauptstadt des Kosovo, geboren. Im Alter von zwei Monaten flüchtete er mit seinen Eltern und sechs älteren Geschwistern nach Deutschland, wo die Familie zunächst in einer Flüchtlingsunterkunft unterkam. Nachdem er von mehreren Schulen suspendiert worden war, wurde er 2014 zu einer Freiheitsstrafe verurteilt. Im Anschluss an seine Haftentlassung arbeitete er auf Baustellen als Fassadenmaler. Während der Arbeitspausen begann er damit, Songtexte zu schreiben und diese seinen Kollegen vorzurappen. Zum Teil gaben sie ihm dafür Alltagsthemen für seine Texte vor.
Ende 2019 nahm Letoh erstmals einen Song in einem Tonstudio auf. Im Februar 2020 erschien seine erste Single Mob, die er gemeinsam mit dem Rapper Silla aufgenommen hatte. Mit jeweils einem Monat Abstand folgten die Singles Si Luan, Alles nur Show und Charly Matteï. Mitte Juni veröffentlichte der Rapper in Zusammenarbeit mit dem Musikvertrieb iGroove seine erste EP Si Luan. Am selben Tag erschien das Musikvideo zu Kanun. Letoh erhielt daraufhin Vertragsangebote von drei Major-Labeln und unterschrieb schließlich bei Warner Music.

## Diskografie
EPs
| Veröffentlichung | Titel | Label | Cover |      |         |         |  |
| ---------------- | ----- | ----- | ----- | ---- | ------- | ------- |  |
| Veröffentlichung | Titel | Label | Cover | 2020 | Si Luan | iGroove |  |

Singles
| Veröffentlichung | Titel          | Album   | Label   | Cover |      |                 |         |         |  |
| ---------------- | -------------- | ------- | ------- | ----- | ---- | --------------- | ------- | ------- |  |
| Veröffentlichung | Titel          | Album   | Label   | Cover | 2020 | Mob (mit Silla) | Si Luan | iGroove |  |
| 2020             | Si Luan        | Si Luan | iGroove |       |      |                 |         |         |  |
| 2020             | Alles nur Show | Si Luan | iGroove |       |      |                 |         |         |  |
| 2020             | Charly Matteï  | Si Luan | iGroove |       |      |                 |         |         |  |